# Le Monde des Ronrons
Le Monde des Ronrons est un simulateur de vie en 3D dans la lignée des Tamagochi, édité sur Nintendo DS et Windows par Lexicon Entertainment. Le jeu est distribué par Jowood en Europe et Dreamcatcher en Amérique du Nord.
En France, le titre du jeu a été localisé sur PC et Nintendo DS.
Titres du jeu :
- My Little Flufties en Europe (hors France).
- AniMates en Amérique du Nord.

Pensé pour les enfants de 5 à 9 ans, les joueurs peuvent choisir entre 5 créatures imaginaires. Ils doivent ainsi nourrir, laver, éduquer et amuser leurs créatures pour qu'elles soient heureuses et en bonne santé.
Le monde féerique en 3D contient plusieurs attractions comme des balançoires et des toboggans. 
Le jeu contient également 5 minis jeux ludo-éducatifs :
- le Tap'taupes : saute sur la tête des taupes pour les assommer.
- Le Tir Ballons : tire sur les ballons de couleurs avec une sarbacane.
- La pêche : attrape des poissons avec une épuisette.
- La marelle : saute sur les bonnes cases pour avancer.
- Trouve les cuicuis : trouve 4 oiseaux cachés dans le monde du jeu.

Le jeu utilise un moteur en full 3D avec un rendu dessin animé.
Le Monde des Ronrons est aussi distribué par Oberon Media en distribution numérique.

## Équipe de développement
- Conception et programmation : Christophe Kohler
- Idée originale et conception/réglages : Guillaume Descamps
- Environnements and personnages : Elisio Da Costa
- Aide Programmation : Eric Meldonian
- 2D/3D CG : Tokkun Studio
- Direction artistique : Benoît Ferrière
- Graphismes 3D : Julien Noël
- Musiques : Olivier Derivière
- Sons : Sylvain Prunier
- Game Incubator (moteur PC) : Jeremy Chatelaine
- Logo : Sophie Eneff
- Traduction en anglais : Jason Whittaker
- Traduction en italien : Annalisa Bruni
- Traduction en allemand : Ilka Jänicke
- Traduction en espagnol : Emilie Le Coarer,, Tatiana Soler